# Ny Sogn Kirke
Ny Sogn Kirke (eller Nysogn Kirke) er en kirke i Kloster mellem Stadil Fjord og Ringkøbing Fjord. Den er opført ca. 1225 af mursten med både romanske og gotiske træk og hører til blandt de største landsbykirker i Danmark. Omkring 1450 blev den udvidet med dobbelte korsarme i nord og syd.

## Eksterne kilder og henvisninger
- Ny Sogn Kirke hos KortTilKirken.dk